# Phryganea sayi
Phryganea sayi is een schietmot uit de familie Phryganeidae. De soort komt voor in het Nearctisch gebied.